# Juan Carlos Orderique
Juan Carlos Orderique Torres (Lima, 14 de agosto de 1977) es un periodista, reportero y presentador de televisión peruano. 
Fue el conductor del programa televisivo La previa, emitido por la cadena América Televisión durante los años 2017 y 2019, y seguidamente desde 2023, bajo el nombre de Orderique si va a salir.
Alcanzó reconocimiento por haber presentado reportajes para el programa deportivo Fútbol en América del mismo canal a partir de a inicios de los 2010. 

## Primeros años
Nacido en Lima el 14 de agosto de 1977, es proveniente de una familia de clase media. En su infancia, vivió junto a sus padres y hermanos en el distrito de San Juan de Miraflores.

## Trayectoria
Comenzó su carrera televisiva en 1987 a los nueve años, formando parte del show infantil Hola Yola de América Televisión en el rol de «Burbujito». Poco tiempo después, se convierte en reportero de su propio segmento El Americanito. Tras el final del espacio en el año 1994, decidió dar por un tiempo fuera de la pantalla chica para enfocarse a sus estudios.
En su juventud, estudió ciencias de la comunicación y se especializó en el periodismo deportivo. Además, comenzó a enseñar teatro a niños y jóvenes, llevando talleres de aprendizaje.
Tras terminar sus estudios en la universidad, Orderique regresó a América Televisión en 2007, retomando su faceta de reportero, siendo incluido en el programa deportivo dominical Fútbol en América y ser partícipe de su propio segmento que lo llevaría a la fama: «La previa de Fútbol en América» más conocido como «La previa». En esa secuencia, presenta reportajes previo a los partidos de la Primera División del fútbol peruano así como internacionales, entrevistando a los aficionados del deporte y lanzar su frase: «Este saludo... no va a salir», mientras estaba en la explanada de un estadio de fútbol.
Gracias a la popularidad de su secuencia en el noticiero dominical deportivo, en 2014 debutó en la conducción con el programa televisivo sabatino ¿Puedes con cien?, cuya sinopsis es de cámaras escondidas, teniendo una aceptación regular que tiempo después, salió del aire por baja audiencia y acusaciones de maltrato hacia sus consideradas «víctimas». Además, comenzaría a participar en otros proyectos, tanto spots publicitarios hasta lanzar su propia canción bajo el nombre de «El baile del chicle», más un videoclip musical con conocidas figuras del medio.
En 2015, fue presentado en la coconducción del show sabatino Edición Limitada junto a Rebeca Escribens, Silvia Cornejo y Karina Borrero.
En 2018 regresó a la conducción con su propio programa semanal La previa –nombre dado en honor al segmento que participaba en Fútbol en América— haciendo dupla con la estrella de telerrealidad Angie Arizaga. Tiempo después, en 2019 el programa cambió de nombre a Si va a salir hasta la cancelación del espacio a finales de ese año, debido a sus problemas personales, tras haber sido el causante de un accidente de tránsito.
Volvió a la televisión en 2021, uniéndose al elenco del formato Emprendedor ponte las pilas de la productora ProTV en reemplazo del locutor de radio Carlos Banderas «Carloncho». En junio de 2023, retoma la conducción de su mismo formato, con el nuevo nombre de Orderique si va a salir por el canal América. Inicialmente, fue propuesto para el 2020, sin embargo, no se dio debido a la pandemia de COVID-19 y decidió continuar su trabajo en el espacio semanal Emprendedor ponte las pilas.[cita requerida]

## Créditos

### Televisión
| Año           | Título                      | Papel                                                 | Emisión            | Ref.             |
| ------------- | --------------------------- | ----------------------------------------------------- | ------------------ | ---------------- |
| 1987-1994     | Hola Yola                   | Reportero y entrevistador del segmento El Americanito | América Televisión | [ 1 ]            |
| 2007-2019     | Fútbol en América           | Reportero de la secuencia La previa                   | América Televisión |                  |
| 2022-presente | Fútbol en América           | Reportero de la secuencia La previa                   | América Televisión | [ 6 ]            |
| 2014          | Pasión por el fútbol        | Reportero de la secuencia La previa                   | América Televisión |                  |
| 2014          | ¿Puedes con cien?           | Presentador                                           | América Televisión | [ 15 ]           |
| 2015          | Edición Limitada            | Copresentador                                         | América Televisión | [ 10 ]           |
| 2017-2019     | La previa                   | Presentador                                           | América Televisión | [ 16 ]           |
| 2019          | La previa: si va a salir    | Presentador                                           | América Televisión | [cita requerida] |
| 2019          | Si va a salir               | Presentador                                           | América Televisión | [cita requerida] |
| 2021          | El artista del año          | Copresentador                                         | América Televisión | [ 17 ]           |
| 2021-2023     | Emprendedor ponte las pilas | Copresentador                                         | América Televisión | [ 12 ]           |
| 2022          | Once machos: El programa    | Participación especial                                | América Televisión | [cita requerida] |
| desde 2023    | Orderique si va a salir     | Presentador                                           | América Televisión | [ 13 ]           |

### Videoclips musicales
| Año  | Título                | Papel      | Ref.  |
| ---- | --------------------- | ---------- | ----- |
| 2014 | «El baile del chicle» | Intérprete | [ 9 ] |

### Spot publicitario
| Año  | Título             | Papel                  | Ref.             |
| ---- | ------------------ | ---------------------- | ---------------- |
| 2016 | Chicles Chi-Chiste | Participación especial | [cita requerida] |